# Conrad Hal Waddington
Conrad Hal Waddington ( 1905- 1975) fue un biólogo del desarrollo, paleontólogo, genetista, embriólogo y filósofo escocés, uno de los fundadores de la biología de sistemas.

## Biografía académica

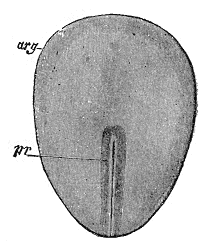
Línea primitiva de un embrión de ratón.

Waddington fue uno de los mayores integradores entre genética, embriología y evolución, un interés que se refleja en su trayectoria académica. En 1926 Waddington se gradúa en geología por la Universidad de Cambridge. A continuación, cursa estudios de paleontología, realizando su tesis sobre un grupo de cefalópodos extintos. Waddington no termina su tesis, pues sus intereses se ven reorientados a la genética tras conocer a Gregory Bateson.
En 1929 empieza a trabajar en el Laboratorio Strangeways y un año más tarde, presenta sus primeros resultados sobre el cultivo de embriones de pollo en el Congreso Internacional de Citología Experimental (Ámsterdam). Entre 1932 y 1938 Waddington trabaja con Otto Mangold, colaborador de Hans Spemann que se encontraba investigando la inducción neural en anfibios. Waddington aprenderá las nuevas técnicas en embriología experimental y las aplica al estudio del desarrollo del pollo. Así, Waddington fue capaz de manipular y trasplantar distintas regiones embrionarias de un embrión a otro, descubriendo por primera vez la inducción embrionaria en mamíferos, al observar que la elongación de la línea primitiva estaba dirigida por el hipoblasto subyacente. Más adelante, demostró que la formación del mesodermo de los cordados estaba dirigida por el nodo de Hensen, estableciendo la analogía entre la porción anterior de la línea primitiva y el labio dorsal del blastoporo de los anfibios.
En 1939 Waddington realizó una estancia de tres meses con el grupo de genetistas del California Institute of Technology, donde empezó a aplicar el tipo de técnicas utilizadas por Salomé Gluecksohn-Schoenheimer en ratones a Drosophila. Analizó 24 alelos que provocaban la deformación del ala, mostrando cómo las desviaciones del tipo silvestre se observaban ya en el estadio de pupa.
Entre 1938 y 1940 Waddington escribió varios textos dedicados a la acción ontogenética de los genes, destacando el libro Organisers and Genes (1940).

## Obra
Waddington analizó los límites de la genética de poblaciones, señalando que la síntesis moderna era incapaz de explicar tres grandes problemas biológicos:
1. Adaptación no genética, regulada por el entorno y no por el genotipo;
2. Las acumulaciones de pequeñas mutaciones en grupos locales no explican las bifurcaciones de grandes grupos taxonómicos;
3. Las diferentes tasas de evolución que observamos en el registro paleontológico.

Waddington advirtió de los problemas acarreados por la exclusión del desarrollo de la Síntesis evolutiva moderna. Frente a la separación radical entre genotipo y fenotipo, Waddington propuso el término epigenotipo, referido al proceso de desarrollo, y el término epigenética como la ciencia encargada de su estudio:

Parece que los cambios en el genotipo sólo tienen efectos en la evolución si traen consigo alteraciones en el proceso epigenético por el que se forman los fenotipos; y los tipos de cambio posible en el adulto o en cualquier animal están limitados a las posibles alteraciones en el sistema epigenético por el que éste se produce.
Waddington 1953: 190

### Competencia
En biología del desarrollo, se había dado mucha importancia al papel de los inductores. Sin embargo, la investigación en este campo fue revelando que los inductores podían ser demasiado variados como para asignarles un papel causal exclusivo. Esto llevó a la acuñación del concepto de competencia (en alemán Reaktionsfähigkeit, "capacidad de reacción") para designar los casos en que los genes limitan o restringen el desarrollo a un reducido número de resultados. Para Waddington, la competencia no era pasiva sino activa y estaba gobernada por los genes. A través de la asimilación genética, un tejido podría transferir esta competencia de un estímulo externo (ambiental) a otro interno (genético).

### El paisaje epigenético
El paisaje epigenético de Waddington es una metáfora para explicar cómo la regulación genética determina el desarrollo: imaginemos un número de canicas que ruedan desde lo alto de una colina hasta un muro. Las canicas competirán por canalizar su dirección a través de los valles de la colina y alcanzarán finalmente los puntos más bajos. Estos puntos representan los destinos finales de las células, es decir, los diferentes tipos de tejidos.

### Canalización genética y norma de reacción
Waddington acuñó otros conceptos fundamentales, como la canalización genética, que hace referencia a la capacidad de un organismo para producir el mismo fenotipo en varios medios distintos.

## Reconocimientos
Entre sus numerosos honores y premios, se le otorgaron doctorados honorarios de las universidades de Aberdeen, Dublín, Ginebra, Montreal y Praga. De 1934 a 1945, fue elegido miembro del Christ’s College, de la Universidad de Cambridge. Otros honores incluyen: 1948, elegido Miembro de la Royal Society; 1957, elegido miembro de la Academia de Finlandia; 1958, concedido CBE (Commander of the British Empire); en 1959, elegido miembro de la Academia Americana de las Artes y las Ciencias; 1974, elegido becario de la Deutsche Akademie der Naturforscher Leopoldina.

### Artículos
- (1940) "The genetic control of wing development in Drosophila". J. Genet.39:75-139
- (1941) "Evolution of developmental systems". Nature 147:108-110
- (1942) "Canalisation of development and the inheritance of acquired characters". Nature 150:563-564
- (1952) "Selection of the genetic basis for an acquired character". Nature 169:278
- (1953) "Genetic assimilation of an acquired character". Evolution 7:118-126
- (1955) "The Resistance to Evolutionary Change". Nature 175:51
- (1956) "Genetic assimilation of the bithorax phenotype". Evolution 10:1-13
- (1959). "Canalisation of development and genetic assimilation of acquired characters". Nature 183:1654-1655
- (1960). "Experiments on canalizing selection". Genet. Res. 1:140-150
- (1961). "Genetic assimilation". Adv. Genet. 10:257-293

### Libros
- Waddington, C. H. (1946). How animals develop. London: George Allen & Unwin Ltd.
- Waddington, C. H. (1947). Organisers & genes. Cambridge: Cambridge University Press.
- Waddington, C. H. (1956). Introducción a la moderna genética; trad. José Ma. Pedrosa Roca; revisión y prólogo por Antonio Prevosti. Barcelona; Río de Janeiro: Ed. Científico-Médica. ISBN 978-84-224-0048-6
- Waddington, C. H. (1956). Principles of Embryology. London: George Allen & Unwin.
- Waddington, C. H (1959). Biological organisation cellular and subcellular: proceedings of a Symposium. London: Pergamon Press.
- Waddington, C. H (1960). The ethical animal. London: George Allen & Unwin.
- Waddington, C. H (1961). The human evolutionary system. En: Michael Banton (Ed.), Darwinism and the Study of Society. London: Tavistock.
- Waddington, C. H. (1966). Principles of development and differentiation. New York: Macmillan Company.
- Waddington, C. H. (1966). New patterns in genetics and development. New York: Columbia University Press.
- Waddington, C. H. (1975). The evolution of an evolutionist. Cornell University Press. ISBN 978-0801408823.
- Waddington, C. H. et al. (1976). Hacia una biología teórica. Madrid: Alianza, D. L. ISBN 978-84-206-2156-2
- Waddington, C. H. (1980). Biología, hoy. Editorial Teide. ISBN 978-84-307-8159-1.